# Wilson Harbor
Der Wilson Harbor ist eine Bucht an der Südküste Südgeorgiens nahe dem westlichen Ende dieser Insel. Ihre Einfahrt wird durch den Kade Point und Kap Demidow begrenzt.
Die Küste in der Nähe der Bucht wurde 1819 bei der von Fabian Gottlieb von Bellingshausen geleiteten ersten russischen Antarktisexpedition (1819–1821) grob kartiert. Die Benennung erfolgte um das Jahr 1912. Namensgeber ist vermutlich James Innes Wilson (1882–1940), von 1909 bis 1914 als Friedensrichter und Postmeister auf der Walfangstation Leith Harbour tätig, der Skizzen einiger Inlandsabschnitte der Insel erstellte.